# OTDOA
OTDOA (anglicky Observed Time Difference Of Arrival – pozorovaný časový rozdíl příchodu) je vlastnost určená pro zjišťování polohy mobilního zařízení zavedená v 9. vydání 3GPP standardu E-UTRA (rádiového rozhraní LTE). Jde o metodu multilaterace, ve které uživatelské zařízení (UE) měří časový rozdíl mezi signály z několika stanic eNodeB a tyto časové rozdíly předává určitému zařízení v síti (ESMLC). ESMLC z těchto časových rozdílů a znalosti poloh enodeBs vypočítá pozici uživatelského zařízení.

## Pozadí
Kvůli regulačním požadavkům jako je E911 (požadavky pro zjištění polohy volajícího na linky tísňového volání), který vyžaduje, že musí být možné zjistit polohu volajícího uživatelského zařízení s určitou přesností byla v prosinci 2008 na 3GPP TSG-RAN42 setkání navržena pracovní položka, která obsahovala mimo jiné studii proveditelnosti OTDOA. OTDOA měla fungovat podobným způsobem jako funkcionalita IPL v sítích 3G.
Během léta roku 2009 byly přijaty nezbytné změny specifikací RAN1 36.211, 36.212, 36.213 a 36.214. O něco později byly požadavky RAN4 a záležitosti týkající se protokolu RAN2 schváleny.

## Technologie
OTDOA postup funguje takto:
ESMLC si vyžádá pomocí LPP vrstvy OTDOA měření: sadu RSTD (anglicky Reference Signal Time Difference) měření z UE. Spolu s tímto požadavkem jsou na UE zaslána pomocná data. Tato pomocná data obsahují seznam buněk (enodeBs), s jejich PRS (Positioning Reference Signal) parametry, včetně BW, periodicity, atd.
UE pak během určitého časového intervalu (typicky 8 nebo 16 period PRS signálů) provádí tato měření, která spočívají v odhadu posunutí přesného času mezi PRS z různých buněk. Výsledky těchto odhadnutých časových rozdílů spolu s odhadem kvality měření pak UE pošle na ESMLC.
ESMLC pak pomocí těchto odhadů časových rozdílů, znalosti umístění buněk a časových posunů vysílání určí pozici UE.
Popis LPP (LTE positioning protokol) je uveden ve specifikaci 36.355.
Podrobné popisy PRS signálů lze nalézt v části 6.10.4 specifikace 36.211.
Jednoduchý OTDOA postup lze nalézt v popisech testovacích případů RAN5 OTDOA v části 9 specifikace 37.571-1
Z pohledu UE architektury je LPP vrstva umístěna mimo protokolový zásobník EUTRAN, nad NAS, ale typicky je implementována ve firmwaru celulárního modemu. Samotné UE RSTD měření provádí vrstva L1.

## Přijetí
OTDOA je volitelným rysem v 3GPP LTE standardu. To znamená, že LTE kompatibilní sítě a UE jej nemusí podporovat. Stejně jako u jiných podobných volitelných vlastností závisí zájem jednotlivých mobilních operátorů na požadavcích regulačních úřadů, a u výrobců UE na požadavcích mobilních operátorů, protože velcí mobilní operátoři provádějí vlastní certifikační testy uživatelských zařízení, kterými zjišťují, zda budou fungovat v jejich síti.